# Phyllotreta judaea
Phyllotreta judaea es una especie de insecto coleóptero de la familia Chrysomelidae. Fue descrita científicamente en 1901 por Pic.